# 阿木川ダム
阿木川ダム（あぎがわダム）は、岐阜県恵那市東野地先、木曽川水系阿木川に建設されたダムである。

## 沿革
大井ダムの直下流部で木曽川に合流する阿木川は、その流域面積における年間降水量が2,000mmと比較的大きいことから、古くから岐阜県東濃地域東部（恵那市・中津川市）の上水道や工業用水道に利用されていた。だが、大雨の際には直ぐに増水し流域は度々被害を受けていた。治水対策も恵那市街を貫流していることから堤防整備も困難で、国道19号やJR東海中央本線、中央自動車道が通過していることもあって万全の治水対策が求められた。
一方、名古屋市を中心とした中京圏は戦後人口の増大、中京工業地帯や東海工業地域の拡張などを受け上水道・工業用水の需要が高まった。このため愛知用水を建設し水需要に応えようとした。だが、これ以降も水需要は増加の一途を辿り水源の牧尾ダム（王滝川）だけでは不足するようになった。また、多治見市を中心とした岐阜県東濃地域は水の便が悪く、度々渇水の被害を受けていたが木曽川からの取水は慣行水利権や発電用水利権の権利が優先されていたこともあって中流部での取水は事実上不可能であり、小規模なため池を多く建設して対処せざるを得なかった。
こうしたことを背景に農林省（現・農林水産省）は灌漑を目的に、岐阜県は東濃用水事業の水源として新規利水獲得のために阿木川へのダム計画を開始した。
1967年（昭和42年）に事業は建設省中部地方建設局（現・国土交通省中部地方整備局）に継承され、この計画に沿って1969年（昭和44年）特定多目的ダムの建設を計画した。既に1966年（昭和41年）木曽川水系は「水資源開発促進法」の施行で水資源開発水系に指定されていたが、1973年（昭和48年）3月に「木曽川水系水資源開発基本計画」（フルプラン）の一部変更があり、この時に事業が水資源開発公団（現・独立行政法人水資源機構）に継承された。
阿木川ダムは当初、1985年（昭和60年）の完成を目標として事業を行っていたが、恵那市の東野、中津川市の駒瀬、恵那郡岩村町の小沢の住民30世帯がダム建設に伴って水没対象となることから、住民はダム建設に反対を表明した。恵那市の中心に近く、交通の便も良い事から住民の反対運動は激しく、進捗が滞った。これに対し1973年に施行された水源地域対策特別措置法の第一回指定対象ダムとして1974年（昭和49年）7月20日に指定された。以後水源地域対策としてインフラの整備や補償金額の嵩上げなどが行われ、補償交渉も妥結し本体工事を開始。21年の歳月を掛けて1990年（平成2年）完成した。
ダムの型式は中央土質遮水壁型ロックフィルダム、高さは当初100.0mだったが102.0mに嵩上げされ、最終的に101.5mへと落ち着いた。堤体が曲線を描いており、上空から見るとややアーチ型である。

## 目的
治水については、阿木川及び木曽川中流部・下流部を対象とした洪水調節を行う。丸山ダム（木曽川）など木曽川水系の多目的ダム群と共に洪水調節を行うことによって基準点である犬山地点における計画高水流量（計画された最大限の洪水流量）毎秒16,000トンから3,500トンをカットして毎秒12,500トンへと抑える。また不特定利水として木曽川の流量を正常な状態に維持する河川維持放流を行うことで木曽川の河川生態系を維持し、木曽川流域農地への慣行水利権分の用水確保を行う。
利水については牧尾ダムや味噌川ダム（木曽川）と共に愛知用水の水源として名古屋市を始めとする愛知県尾張地域と知多半島への上水道と工業用水道を供給する他、岐阜県営の東濃用水の水源としても利用され、多治見市・土岐市・瑞浪市・恵那市・中津川市の5市への上水道と工業用水を供給する。
名古屋市・知多半島及び岐阜県東濃地域の水がめとして重要な役割を担っており、1994年（平成6年）の渇水では貯水率が下がった事から知多半島では一日19時間断水を余儀なくされるなど、阿木川ダムの貯水量は東海地方に対する影響が大きい。

## 恵那市民の憩いの場

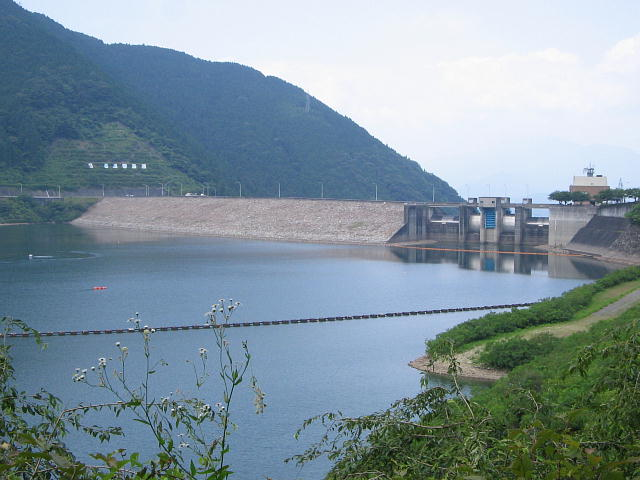
阿木川ダムと阿木川湖（2008年7月）

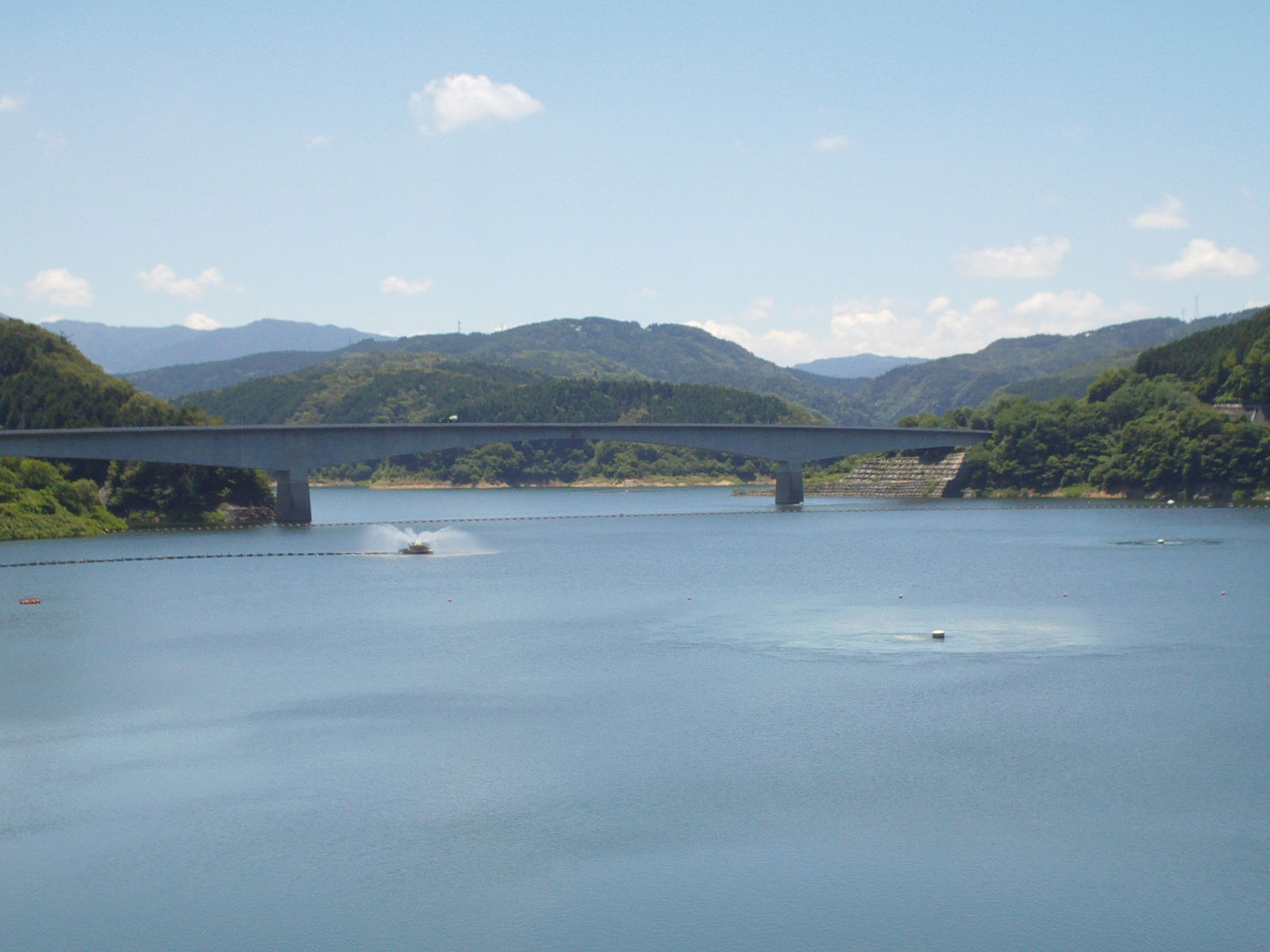
阿木川湖上にかかる国道257号、阿木川大橋（2011年7月）

阿木川ダムによって形成された人造湖は阿木川湖と呼ばれている。ダム右岸には資料館・レストラン・公園等の周辺整備がなされ恵那市民の憩いの場となっている。また、水質保全のための湖上の大噴水や夏の花火大会も目を楽しませる。湛水前には湖底でコンサートも開かれた。2005年（平成17年）には恵那市の推薦によって大井ダム（木曽川）と共に財団法人ダム水源地環境整備センターの選定するダム湖百選に選ばれている。
付近には恵那峡の他、女城主で有名な岩村城や日本大正村、美濃焼・織部焼の窯元が集中する土岐・瑞浪があり、馬籠宿・妻籠宿・博物館明治村・犬山城も比較的近距離にある。東濃地域の観光地として訪れる人も多い。
アクセスとしては中央自動車道・恵那インターチェンジより国道19号を経て正家交差点より国道257号へ入り、岩村方面へ直進すると到着する。公共交通機関では中央本線恵那駅より恵那市自主運行バス（東濃鉄道運行）・東野駅方面に乗り「東野向島」で下車、徒歩15〜20分で到着する。